# Tropicophanes fasciatus
Tropicophanes fasciatus là một loài bọ cánh cứng trong họ Cerambycidae.